# Agromyza vockerothi
Agromyza vockerothi är en tvåvingeart som beskrevs av Spencer 1969. Agromyza vockerothi ingår i släktet Agromyza och familjen minerarflugor. Inga underarter finns listade i Catalogue of Life.